# Nachschubkommando 3
Das Nachschubkommando 3 war eines der Nachschubkommandos des Heeres der Bundeswehr. Der Stabssitz war zuletzt Koblenz. Das Nachschubkommando war Teil der Korpstruppen des III. Korps.

## Aufträge
Das Nachschubkommando bündelte auf Ebene des Korps die Truppenteile der Nachschubtruppe. Auftrag war die logistische Unterstützung Korpstruppen des III. Korps. Die unterstellten Divisionen und Brigaden führten eigene Truppenteile der Nachschubtruppe; lageabhängig unterstützte das Nachschubkommando diese nachgeordneten Verbände. Die vom Nachschubkommando betriebenen Korpsdepots dienten als Materiallager und Umschlaglager. Von den Depots aus versorgte das Nachschubkommando Truppenteile des Korps mit Wehrmaterial. Daneben waren die von den Versorgungskommandos 850 und 860 betriebenen Depots des Territorialheeres wichtiger Teil der ortsfesten Depotorganisation des Heeres im Bereich Süddeutschlands. Einige der Depots waren gleichzeitig Mobilmachungsstützpunkte, wo für die nicht aktiven Geräteeinheiten des Heeres das Wehrmaterial für den Verteidigungsfall lagerte.
Im Frieden bestand das Nachschubkommando um 1989 nur aus rund 2100 aktiven Soldaten. Im Verteidigungsfall konnte das Nachschubkommando nach der Mobilmachung durch die Einberufung von Reservisten auf rund 4500 Mann aufwachsen. Insgesamt entsprach die Größe des Nachschubkommandos damit nach der Mobilmachung in etwa der Größe einer der Brigaden des Feldheeres.

## Gliederung
Um 1989 gliederte sich das Nachschubkommando grob in:
- Stabskompanie Nachschubkommando 3, Diez an der Lahn
  -  Nachschubbataillon 310, Diez
  -  Transportbataillon 370, Hermeskeil
  -  Transportbataillon 380, Buch
  -  Nachschubausbildungszentrum 300
  -  Nachschubausbildungkompanie 14/III, Gießen (im Frieden zu Nachschubbataillon 310)
  -  Nachschubausbildungkompanie 16/III, Hermeskeil (im Frieden zu Transportbataillon 370)
  -  Nachschubausbildungkompanie 18/III, Gießen (im Frieden zu Nachschubbataillon 310)

Korpsdepot wurden in Oberasphe, Staffel, Westerburg, Alten-Buseck, Weiperfelden, Probbach, Emmerzhausen, Friebertshausen, Wirmighausen, Allendorf, Langenhain-Ziegenberg, Frohnhausen, Koblenz-Pfaffendorf, Dorheim, Gießen, Ockstadt, Linden-Wölferlingen, Elz und Obersfeld eingerichtet.

## Geschichte

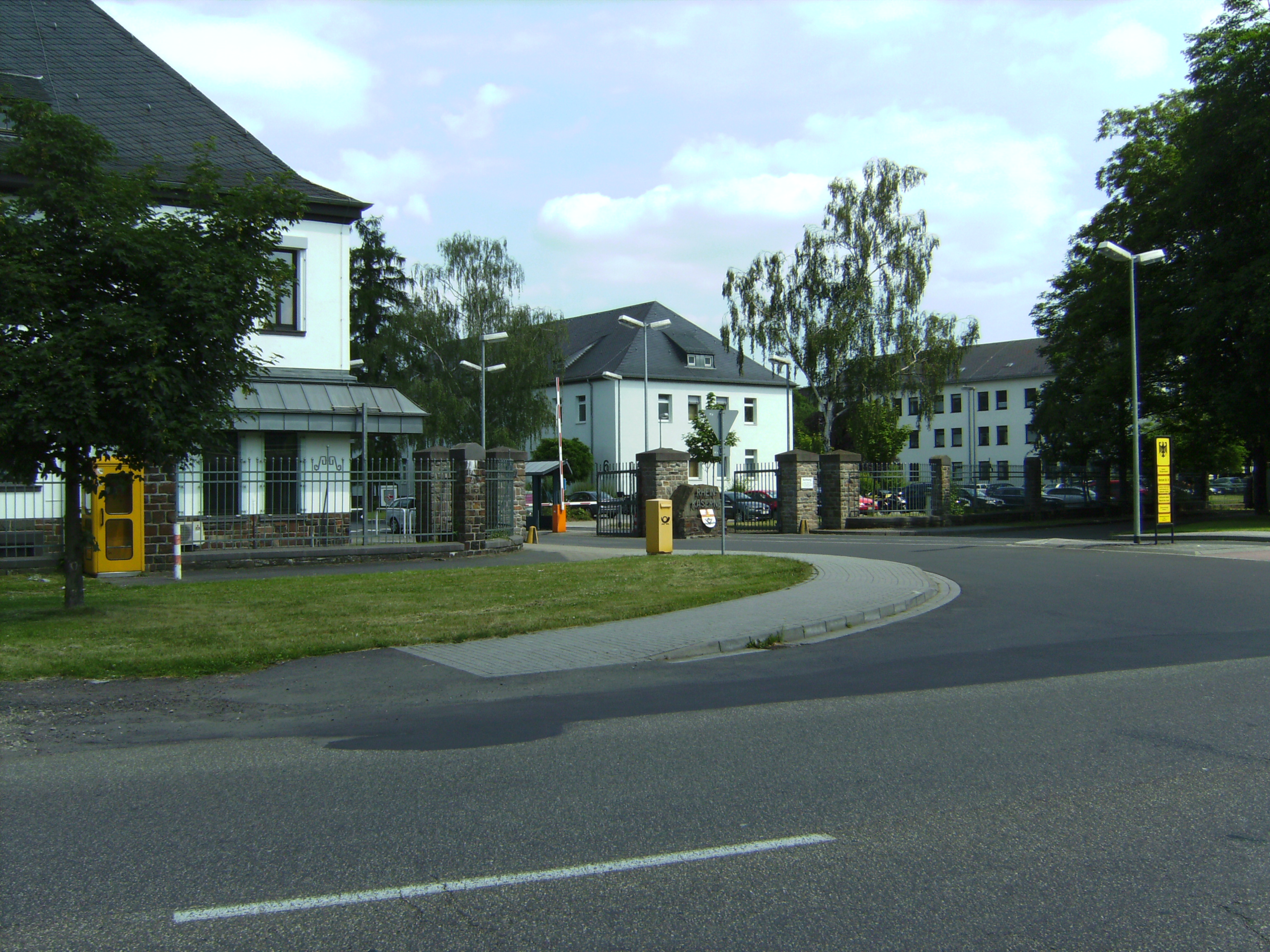
Stabssitz ab 1993: die Koblenzer Rhein-Kaserne

Das Nachschubkommando wurde 1972 zur Einnahme der Heeresstruktur III in Diez in der Freiherr-vom-Stein-Kaserne aufgestellt. Für die Instandsetzung als die zweite Säule der Logistik im Korps wurde der „Schwesterverband“ Instandsetzungskommando 3 ausgeplant.
1993 wurde der Stab nach Koblenz in die Rhein-Kaserne verlegt.
Nach Ende des Kalten Krieges wurde das Nachschubkommando im Oktober 1995 etwa zeitgleich mit der Außerdienststellung des III. Korps außer Dienst gestellt.

## Verbandsabzeichen

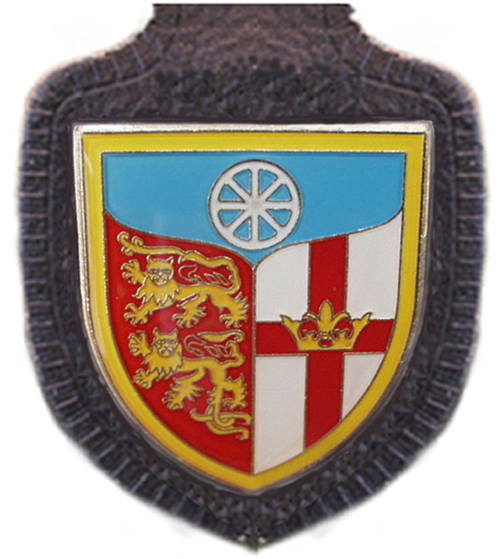
Internes Verbandsabzeichen des Stabes/Stabskompanie

Das Nachschubkommando führte aufgrund seiner Ausplanung als Teil der unselbständigen Korpstruppen kein eigenes Verbandsabzeichen. Die Soldaten trugen daher das Verbandsabzeichen des übergeordneten Korps.
Als „Abzeichen“ wurde daher unpräzise manchmal das interne Verbandsabzeichen des Stabes und der Stabskompanie „pars pro toto“ für das gesamte Nachschubkommando genutzt. Es zeigte ein stilisiertes Eisenbahnrad ähnlich wie im taktischen Zeichen der Nachschubtruppe auf der blauen Waffenfarbe der Truppengattung, sowie das rote Balkenkreuz der Trierer Bischöfe und die goldenen Krone der Himmelskönigin ähnlich wie im Koblenzer Stadtwappen, sowie im rechten Feld die Leoparden der Diezer Grafen wie sie auch im Stadtwappen von Diez dargestellt werden.